# لوسيا جيل
لوسيا جيل (بالإسبانية: Lucía Gil)‏ هي مغنية وممثلة إسبانية، ولدت في 29 مايو 1998 في مدريد في إسبانيا.

## وصلات خارجية
- الموقع الرسمي
- لوسيا جيل على موقع IMDb (الإنجليزية)
- لوسيا جيل على موقع روتن توميتوز (الإنجليزية)
- لوسيا جيل على موقع ميوزك برينز (الإنجليزية)
- لوسيا جيل على موقع ديسكوغز (الإنجليزية)
- لوسيا جيل على موقع قاعدة بيانات الفيلم (الإنجليزية)